# Seznam novozélandských fotografek
Toto je seznam fotografek, které se narodily na Novém Zélandu nebo jejichž práce úzce souvisí s touto zemí.

## B

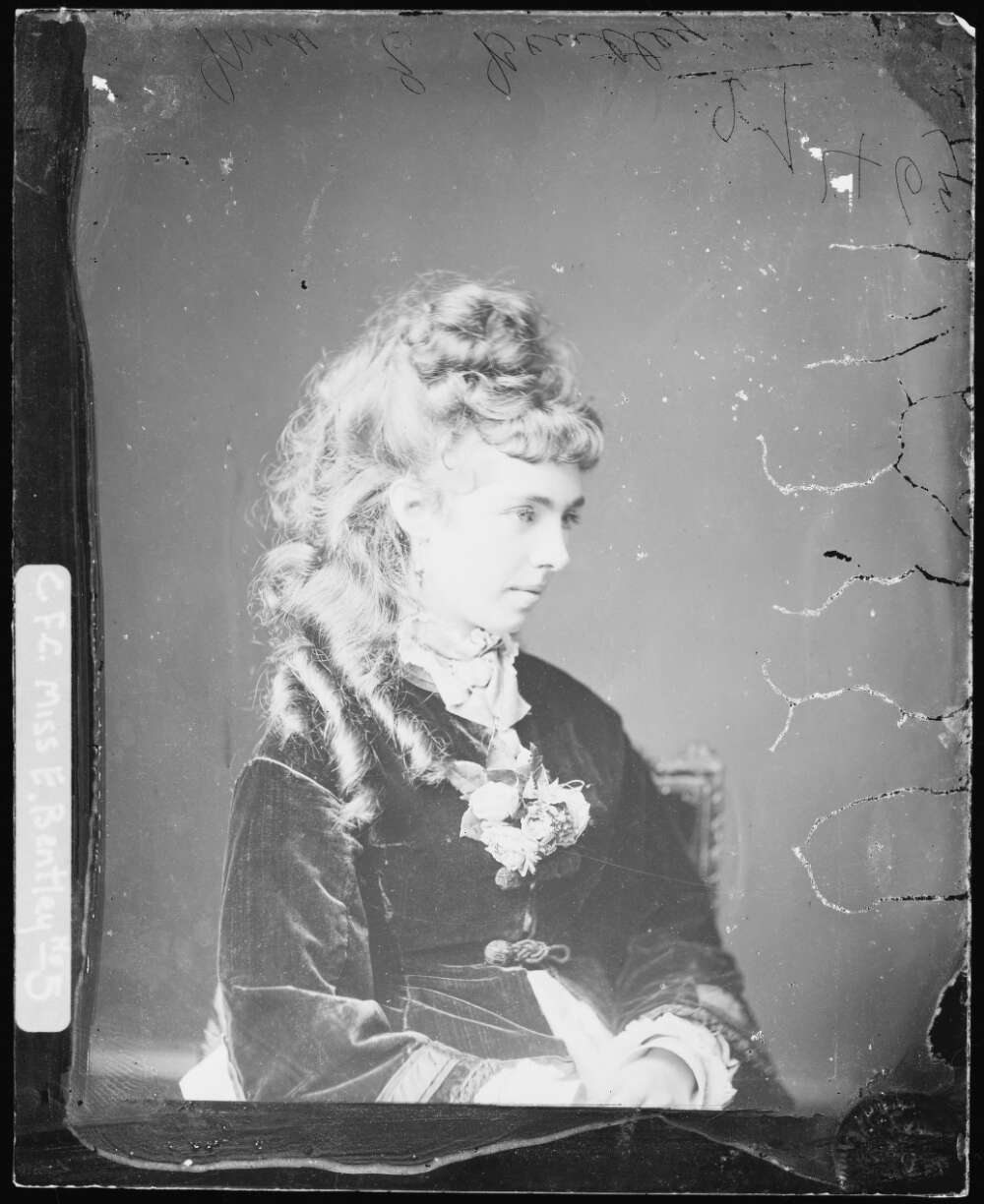
Emily Florence Cazneau

- Janet Bayly (* 1955), fotografka, kurátorka and gallery director[1]
- Rhondda Bosworth (* 1944), fotografka a umělkyně
- Alice Brusewitz, komerční fotografka
- Jessie Buckland (1878–1939), fotografka a majitelka ateliéru

## C
- Norah Carterová (1881–1966), novozélandská fotografka, majitelka fotografického studia a malířka
- Gillian Chaplin (* 1948), umělecká fotografka a kurátorka
- Fiona Clark (* 1954), fotografka
- Suzanna Clarke (* 1961), fotografka, fotožurnalistka, spisovatelka
- Emily Florence Cazneau (asi 1861–1892), wellingtonská fotografka[2]
- Harriet Sophia Cobb (1855–1929), fotografka ve městě Hawkes Bay a majitelka studia[3]

## D
- Judy Darragh (* 1957), sochařka, umělkyně, fotografka, malířka
- Eileen Olive Deste (1908–1986), britsko novozélandská fotografka

## F
- Ellen Elizabeth Ferner (1869–1930), umělkyně, fotografka, vedoucí komunity
- Rosaline Margaret Frank (1864–1954), fotografka průkopnice
- Marti Friedlander (1928–2016), židovská přistěhovalkyně, sociální aktivistka, fotografovala děti a maorské ženy

## G
- Eunice Harriett Garlick (1883–1951), autorka krajinářských fotografií a portrétních studií Maorů
- Elizabeth Greenwood (1873–1961), wellingtonská fotografka[4]

## H
- Gil Hanley (* 1934), fotografka
- Amy Merania Harper (1900–1998), portrétistka se studiem v Aucklandu
- Claire Harris, současná fotografka a umělkyně
- Alexis Hunter (1948–2014), současná malířka, fotografka a tiskařka se sídlem v Londýně

## K
- Thelma Rene Kent (1899–1946), fotografka
- Marion Kirker (1879–1971), novozélandská fotografka

## M
- Ruth McDowall (* 1984), fotografka, fotoreportérka, pedagožka, pracující ve střední Nigérii
- May a Mina Mooreovy, fotografky narozené v 80. letech 20. století
- Margaret Moth (1951–2010), fotožurnalistka působící v CNN

## N
- Robina Nicol (1861–1942), fotografka
- Anne Noble (* 1954), autorka série vztahující se k náboženství a členům rodinny

## P
- Fiona Pardington (* 1961), umělecká fotografka, pedagožka
- Elizabeth Pulman (1836–1900), první novozélandská fotografka se studiem v Aucklandu

## S
- Marie Shannonová (* 1960), fotografka a lektorka
- Ann Sheltonová (* 1967), fotoreportérka, umělecká fotografka a lektorka

## T
- Roberta Thornley (* 1985), portréty z Rwandy
- Yvonne Todd (* 1973), současná fotografka
- Mabel Tustin (1884–1967), fotografka a majitelka ateliéru[5]

## U
- Jane Ussher (* 1953), portrétistka, fotografie Antarktidy

## W
- Felicia Walmsley (1895–1971)
- Christine Webster (* 1958), vizuální umělkyně a fotografka
- Ans Westra (* 1936–2023), novozélandská dokumentaristka původem z Nizozemska, portréty Maorů
- Margaret Matilda Whiteová (1868–1910), novozélandská fotografka narozená v Irsku[3]

## Y
- Adele Younghusband (1878–1969), malířka a fotografka